# نیتوسور
نیتوسور (نام علمی: Nitosaurus) نام یک سرده از رده هم‌کمانان است.